# 김정규 (연출가)
김정규는 KBS 드라마본부의 프로듀서이다.

## 경력
- KBS 드라마본부 프로듀서

## 드라마 연출
- 2004년 KBS2 월화드라마 《낭랑 18세》 (공동 연출)
- 2004년~2005년 KBS1 대하드라마 《불멸의 이순신》 (공동 연출)
- 2007년 KBS2 월화드라마 《아이 엠 샘》
- 2009년 KBS2 월화드라마 《결혼 못하는 남자》
- 2010년 KBS2 월화드라마 《국가가 부른다》
- 2014년 KBS2 수목드라마 《감격시대: 투신의 탄생》
- 2016년 KBS2 주말연속극 《아이가 다섯》
- 2019년 KBS2 추석특집 드라마 《생일편지》
- 2021년 KBS1 일일연속극 《속아도 꿈결》

프로듀서
- 2006년 KBS2 수목드라마 《위대한 유산》
- 2011년 KBS2 주말연속극 《사랑을 믿어요》
- 2014년~2015년 KBS2 주말연속극 《가족끼리 왜 이래》